# Sẻ đen ngực nâu
Sẻ đen ngực nâu, tên khoa học Nigrita bicolor, là một loài chim trong họ Estrildidae.